# سید محمدعلی داعی‌الاسلام
سید محمدعلی داعی‌الاسلام (متولد ۱۲۵۴_ متوفی ۱۳۳۰) شاعر، ادیب، پژوهشگر و فرهنگ‌نویس ایرانی بود.

## تولد و اوان زندگی
او در سال ۱۲۵۴ ش در روستای نیاک از توابع لاریجان آمل چشم به جهان گشود و به سال ۱۳۳۰ ش در حیدرآباد دکن بدرود حیات گفت.
در پنج سالگی در آمل به مکتب رفت و به فراگیری قرآن و خوشنویسی پرداخت و نصاب الصبیان را در همان مکتب فراگرفت. سپس به تحصیل صرف و نحو عربی، فقه، اصول و حکمت روی آورد. پس از آن در مدرسه سپهسالار تهران، ریاضی و ادبیات فارسی خواند. در ۱۳۱۶ ق به اصفهان رفت و در خدمت استادانی چون ملا محمد کاشانی و جهانگیر خان قشقایی به تکمیل تحصیلات خود پرداخت و در محافل ادبی رکن الملک شیرازی شرکت می‌کرد.
در آن دیار مناظراتی با مسیحیان داشت که در مجله الاسلام که شخصاً مدیریت آن را عهده‌دار بود چاپ شد و مظفرالدین شاه وی را داعی‌الاسلام لقب داد.
در این زمان به آموختن زبان انگلیسی و لغت عبرانی روی آورد. در ۱۲۸۳ ش به حج رفت. در بازگشت به هند رفت و در آن جا زبان اردو آموخت و مجله‌ای به نام دعوةالاسلام در بمبئی دایر کرد.
سپس برای همیشه به حیدرآباد دکن کوچ کرد و استاد زبان و ادبیات فارسی در دانشگاه عثمانیه این شهر شد. در این ایام به فراگیری زبان‌های پهلوی، اوستایی، گجراتی، بهاشا و سنسکریت سرگرم شد، چندان که در رشتهٔ زبان‌شناسی شرق دانش گسترده به دست آورد. وی، که سال‌ها سمت استادی دانشگاه عثمانیه را به عهده داشت، در سایه حمایت مالی و معنوی حکومت نظام حیدرآباد، اثر مهم فرهنگ نظام را به دوستداران زبان و ادبیات فارسی عرضه کرد. پس از آن به درخواست دولت دکن به بررسی ریشهٔ لغات فارسی پرداخت و واژه‌نامه‌ای فارسی به فارسی در پنج جلد به نام فرهنگ نظام در هند تألیف کرد و در ۱۳۰۵ ش آن را در هند چاپ و منتشر کرد.
داعی الاسلام در ایام جنگ جهانی دوم به ایران بازگشت. گاهی شعر می‌سرود و در شعر از سبک هندی پیروی می‌کرد.

## آثار
- اقبال و شعر فارسی (حیدرآباد، ۱۳۰۵ ش)،
- ترجمهٔ تاریخ نادرشاه و ستاره اثر مارتیمو دیوراند خاورشناس انگلیسی (حیدرآباد، ۱۲۹۱ ش)؛
- خط آسان برای تعلیم عمومی؛ خط داعی (حیدرآباد، ۱۳۱۷ ش)؛
- خط لاتین برای فارسی (حیدرآباد، ۱۳۰۷ ش)؛
- سه مسمط (تهران، ۱۳۲۲ ش)؛
- شعر و شاعری عرفی (حیدرآباد، ۱۲۹۴ ش)؛
- شعر و شاعری عصر جدید ایران (حیدرآباد، ۱۳۰۵ ش)؛
- جلد دوم فارسی جدید (حیدرآباد، ۱۲۹۰ ش)
- فرهنگ نظام به نام نظام دکن در پنج جلد (حیدرآباد، ۱۳۰۶ ش)؛

داعی الاسلام به دلیل اقامت طولانی در هندوستان و آشنایی با زبان انگلیسی و فرهنگهای این زبان و نیز زبان سنسکریت و زبانهای قدیمی ایران به خوبی پی برده بود که در زبان فارسی فرهنگ جامعی مانند آنچه برای زبانهای اروپایی تألیف گردیده، وجود ندارد و بر آن شد که این نقص را رفع کند. به قول خود او در دیباچهٔ فرهنگ، بنابر مأموریتی که از طرف سلطنت اسلامیهٔ دکن یافته بود، سه سال در ایران به تحقیق پرداخت و با ادبا و مقامات وزارت معارف آن زمان مشورت کرده، به هندوستان بازگردید. وی به خوبی به این نکته پی برده بود که فرهنگهای قدیم فارسی بیشتر متضمن کلمات نامعمول و خصوصاً لغاتی بود که در اشعار شاعران به کار می‌رفت. لغت‌نویسان قدیم به متون منثور توجهی نداشتند، همچنین آوردن و معنی کردن کلمات متداولی مانند خوردن و رفتن و گفتن و شنیدن و درخت و اسب و آب و امثال اینها را ضروری نمی‌دانستند. او لغات زبان تکلم را به قول خود از «زبان مقرر» یعنی فارسی معمول در ایران که در مدارس درس داده می‌شود و روزنامه بدان نوشته می‌شود، اتخاذ کرده‌است و تلفظ کلمات بر مبنای فارسی متداول در تهران است.
- ترجمهٔ وندیداد، بخش سوم اوستا به فارسی (حیدرآباد، ۱۳۲۷ ش).

## شاعری
داعی الاسلام گه گاه شعر نیز می‌سرود و در شعر از سبک هندی پیروی می‌کرد. اشعار وی شامل قصیده، غزل، مثنوی، مسمط و قطعات است، اما این اشعار گردآوری نشده‌است. جنبه‌های فلسفی، انتقادی و اجتماعی درونمایهٔ سروده‌های وی است.